# Le Peletier (metrostation)
Le Peletier er en station på linje 7 i metronettet i Paris, beliggende i 9. arrondissement. Stationen blev åbnet 6. juni 1911.
Stationen er opkaldt efter Louis Le Peletier de Morfontaine som var «prévôt des marchands» (handels-prefekt) i 1784-'89, og dermed den sidste, som havde denne feudale stilling, inden den ophævedes under den franske revolution.
Fra 1821 og frem til den i 1873 blev ødelagt af brand, husede bygningen Salle Peletier i rue le Peletier teatret Opéra National de Paris. Opéra National var det første teater, som benyttede gaslamper til at oplyse scenen.

## Trafikforbindelser
- RATP